# Divisor de feix

Il·lustració esquemàtica d'un cub divisor de feix. 1 - Llum incident. 2 - 50% de llum transmesa. 3 - 50% de llum reflectida.

Un divisor de feix és un dispositiu òptic que divideix un feix de llum en un feix transmès i un feix reflectit. És una part crucial de molts sistemes òptics experimentals i de mesura, com els interferòmetres, també trobant una aplicació generalitzada en les telecomunicacions de fibra òptica.

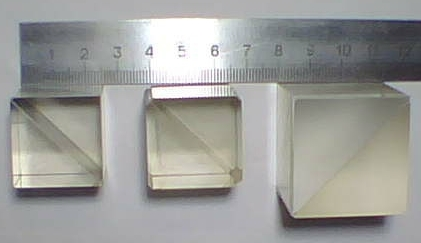
Divisors de feix reals.

En la seva forma més comuna, un cub, un divisor de feix, està fet de dos prismes de vidre triangulars que s'enganxen a la seva base mitjançant adhesius a base de polièster, epoxi o uretà. (Abans d'aquestes resines sintètiques s'utilitzaven les naturals, p Bàlsam de Canadà.) El gruix de la capa de resina s'ajusta de manera que (per a una determinada longitud d'ona) la meitat de la llum incident a través d'un "port" (és a dir, la cara del cub) es reflecteixi i l'altra meitat es transmet a causa del FTIR (Frustrated Total Internal Reflexion). Els divisors de feix de polarització, com el prisma de Wollaston, utilitzen materials birrefringents per dividir la llum en dos feixos d'estats de polarització ortogonal.
Un altre disseny és l'ús d'un mirall mig platejat. Es compon d'un substrat òptic, que sovint és una làmina de vidre o plàstic, amb un revestiment prim parcialment transparent de metall. El revestiment prim pot ser d'alumini dipositat a partir de vapor d'alumini mitjançant un mètode de deposició física de vapor. El gruix del dipòsit es controla de manera que una part (normalment la meitat) de la llum, que incideix en un angle de 45 graus i no absorbida pel material de recobriment o substrat, es transmeti i la resta es reflecteixi. Un mirall mig platejat molt prim utilitzat en fotografia sovint s'anomena mirall de pel·lícula. Per reduir la pèrdua de llum a causa de l'absorció pel recobriment reflectant, s'han utilitzat miralls divisors de feix anomenats "formage suís". Originalment, es tractava de làmines de metall molt polit perforades amb forats per obtenir la relació desitjada de reflexió a transmissió. Més tard, es va escampar metall sobre el vidre per formar un recobriment discontinu, o es van eliminar petites àrees d'un recobriment continu per acció química o mecànica per produir una superfície molt literalment "mig platejada".
En lloc d'un recobriment metàl·lic, es pot utilitzar un recobriment òptic dicroic. Depenent de les seves característiques, la relació de reflexió a transmissió variarà en funció de la longitud d'ona de la llum incident. Els miralls dicroics s'utilitzen en alguns focus reflectors el·lipsoïdals per separar la radiació infraroja (calor) no desitjada i com a acobladors de sortida en la construcció làser.
Una tercera versió del divisor de feix és un conjunt de prismes miralls dicroics que utilitza recobriments òptics dicroics per dividir un feix de llum entrant en una sèrie de feixos de sortida espectralment diferents. Aquest dispositiu es va utilitzar en càmeres de televisió en color de tres tubs de captació i en la càmera de cinema Technicolor de tres tires. Actualment s'utilitza en càmeres modernes de tres CCD. Un sistema òpticament similar s'utilitza a la inversa com a combinador de feix en projectors de tres LCD, en què la llum de tres pantalles LCD monocromes separades es combina en una única imatge a tot color per a la projecció.